# Hombre-Elefante
Hombre-Elefante es el nombre de dos personajes ficticios que aparecen en los cómics estadounidenses publicados por Marvel Comics.

## Historial de publicaciones
El primer Hombre-Elefante apareció por primera vez en The Savage She-Hulk #17 y fue creado por David Anthony Kraft y Ed Hannigan.
El segundo Hombre-Elefante apareció por primera vez en The Sensational She-Hulk #51 y fue creado por Scott Benson, Tom Morgan y Brad Joyce.

## Biografía ficticia

### Manfred Ellsworth Haller
Manfred Ellsworth Haller es el diseñador y propietario de Haller Hydraulics, que se jacta de ser el líder mundial en hidráulica. Manfred diseñó un poderoso traje parecido a un elefante que permitiría a alguien explorar áreas hostiles. Le ofreció al sheriff Morris Walters la oportunidad de demostrar su valía capturando a She-Hulk. Manfred creía que la publicidad respaldaría la demanda. Atrayendo a She-Hulk a la acción, Hombre-Elefante demostró ser más que un rival para ella. Una vez que She-Hulk creía que los crímenes eran infundados, Hombre-Elefante retrocedió al darse cuenta de que el traje también sería un buen potencial para el abuso.
Manfred Haller más tarde fue puesto fuera del negocio por Tony Stark y sus activos fueron congelados. El viajó a Tombuctú, donde una sabia india le habló de Ganesah y le dio un fragmento de gema de Cyttorak. Esto transforma a Manfred en la criatura parecida a un elefante conocida como Behemoth que luego defiende a los lugareños de los rebeldes tuareg.
Behemoth luego rastreó a She-Hulk para vengarse de ella. Él descubre que ella ahora es una cazarrecompensas con su RV estacionado en Nueva Jersey. Sin embargo, en ese momento, She-Hulk estaba bajo custodia después de ayudar a las Damas Libertadoras a derrocar a un gobierno corrupto del país de Marinmer. La compañera Skrull de She-Hulk, Jazinda, se hizo pasar por She-Hulk y fue golpeada por Behemoth. Behemoth entregó a Jazinda al gobierno, quien la colocó en un centro médico militar para ser estudiada. Acechando en forma humana en caso de que apareciera She-Hulk, Manfred como Behemoth atacó a She-Hulk solo para ser atacado por Thundra. En la confusión, Jazinda se convirtió en Behemoth y escapó cuando el verdadero Behemoth es derrotado por She-Hulk.
Strong Guy luego luchó contra Behemoth en la ciudad de Nueva York, donde su pelea los llevó a la estación de conmutación principal de la ciudad de Nueva York. Strong Guy derrotó a Behemoth tirándolo a los relés de la estación de conmutación. Esto resultó en que la ciudad de Nueva York tuviera un apagón.

### Hombre-Elefante II
El segundo Hombre-Elefante fue creado por los editores y distribuidores de Marvel Comics. La adaptación de Marvel del encuentro de She-Hulk con el Hombre-Elefante original unos años antes perpetuada y exagerada un poco por los escritores. Por medios desconocidos, este Hombre-Elefante cobró vida y se enfrentó a la verdadera She-Hulk. Apareciendo en Marvel Comics para discutir su trato en el pasado, She-Hulk se enfrentó con su contraparte exagerada y el Hombre-Elefante. Con tecnología de su otro mundo, Hombre-Elefante la usó para convertir elefantes en una versión humanoide similar a él para respaldar sus planes. Incluso con su mutación acelerada, los Hombres-Elefantes mantuvieron su comportamiento pacífico y dócil con cierta confusión sobre sus transformaciones, incitándolos a la violencia, (que también fue liberado cuando Hombre-Elefante escapó) y la derrotó. La verdadera She-Hulk apareció en escena respaldada por un pasante de Marvel Comics llamado Tommy, que estaba vestido y se hacía llamar Gopher. Los Hombres-Elefantes luego entraron en pánico y corrieron en estampida sobre su líder. She-Hulk luego envió al Hombre-Elefante y a la otra She-Hulk de regreso al lugar de donde vinieron.

## Poderes y habilidades
Manfred usó un traje con tema de elefante que aumentó su fuerza. Más tarde obtuvo una parte de la gema Cyttorak, que lo convierte en la criatura parecida a un elefante conocida como Behemoth, que posee una fuerza sobrehumana y durabilidad.
El segundo Hombre-Elefante no tiene poderes, además de ser un elefante humanoide y poseer una mente nefasta y tortuosa.